# Mats Hellerstedt Thorin
Mats Anders Ingemar Hellerstedt Thorin, tidigare Thorin, född 24 april 1958 i Lund, Skåne, är en svensk skådespelare, teaterpedagog och kampregissör. Han är son till Ingemar Thorin och hans hustru Birgitta Hellerstedt. 

## Biografi
Hellerstedt Thorin är utbildad på The Drama Studio i London och tog examen 1982. Sedan dess har han arbetat vid Atelierteatern i Göteborg, Varietéteatern Barbès i Malmö, Moomsteatern i Malmö, Wasa Teater i Vasa, Göteborgs Stadsteater, Helsingborgs Stadsteater, Göteborgsoperan, Musikteatern i Värmland, Lunds stifts kyrkospel, Kronobergsteatern, Skånska teatern, Borås stadsteater med flera. År 2009 lämnade han teatern och arbetar numera som elektriker.

## Filmografi
- 2002 – Familjen (TV-serie)
- 2006 – Wallander – Täckmanteln

## Teater

### Roller (ej komplett)
| År   | Roll | Produktion                                           | Regi              | Teater            |
| ---- | ---- | ---------------------------------------------------- | ----------------- | ----------------- |
| 1979 |      | Romeo och Julia William Shakespeare                  | Lennart Olsson    | Malmö stadsteater |
| 1995 |      | Chansaren Shaun Prendergast(en)                      | Nina Grünfeld(no) | Atelierteatern    |
| 1997 |      | Öga för öga Mats Hellerstedt Thorin                  | Peter Wanselius   | Atelierteatern    |
| 1997 |      | Min syster Antigone Peter Wanselius och Leif Persson | Peter Wanselius   | Atelierteatern    |